# 開琴站
開琴站（：／ Gaegeum yeok */?）是釜山地鐵2號線沿線的一座地下車站，位於大韓民國釜山廣域市釜山镇区開琴洞，韓語副站名是「仁濟大學釜山白醫院」（인제대학교 부산백병원）。

## 車站結構
站體為2面2線曲線式設計側式月台的地下車站，候車月台設有月台幕門，可通過候車室轉乘對向列車。

### 月台配置
| 東義大學 ↑ |
| \| 上      |
| ↓ 冷井     |

| 月台 | 路線               | 目的地                       |
| ---- | ------------------ | ---------------------------- |
| 上行 | ●釜山都市铁道2号线 | 西面、大淵、金蓮山、萇山方向 |
| 下行 | ●釜山都市铁道2号线 | 沙上、德川、湖浦、梁山方向   |

## 歷史
- 1999年6月30日：落成使用。

## 車站周邊
- 仁濟大學附設釜山白醫院
- 開林中學
- 鳥類綜合市場
- 未來女性醫院
- 新韓銀行開琴洞分行
- KB國民銀行開琴分行
- 中小企業銀行開琴分行

## 圖片

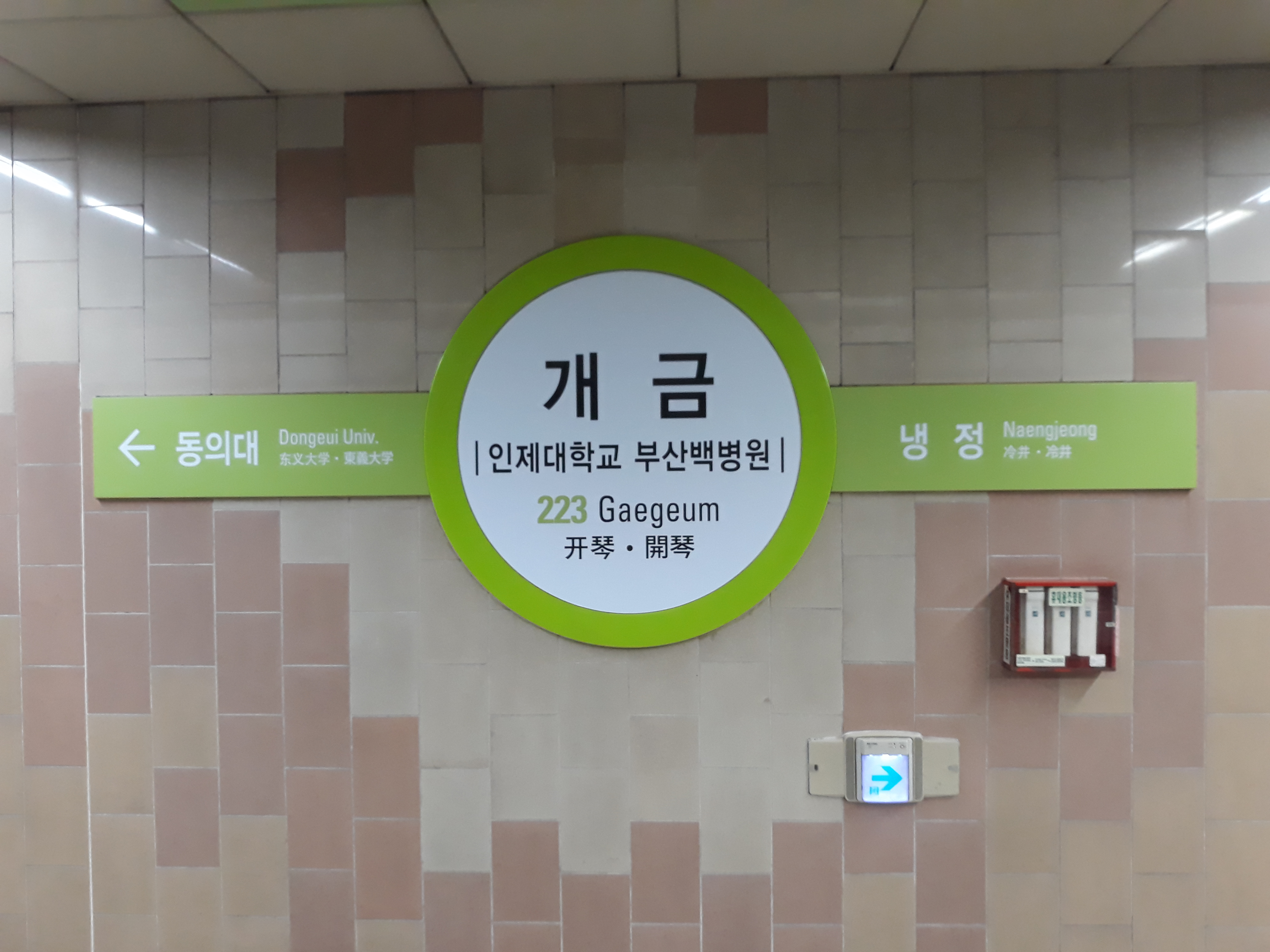
站名牌
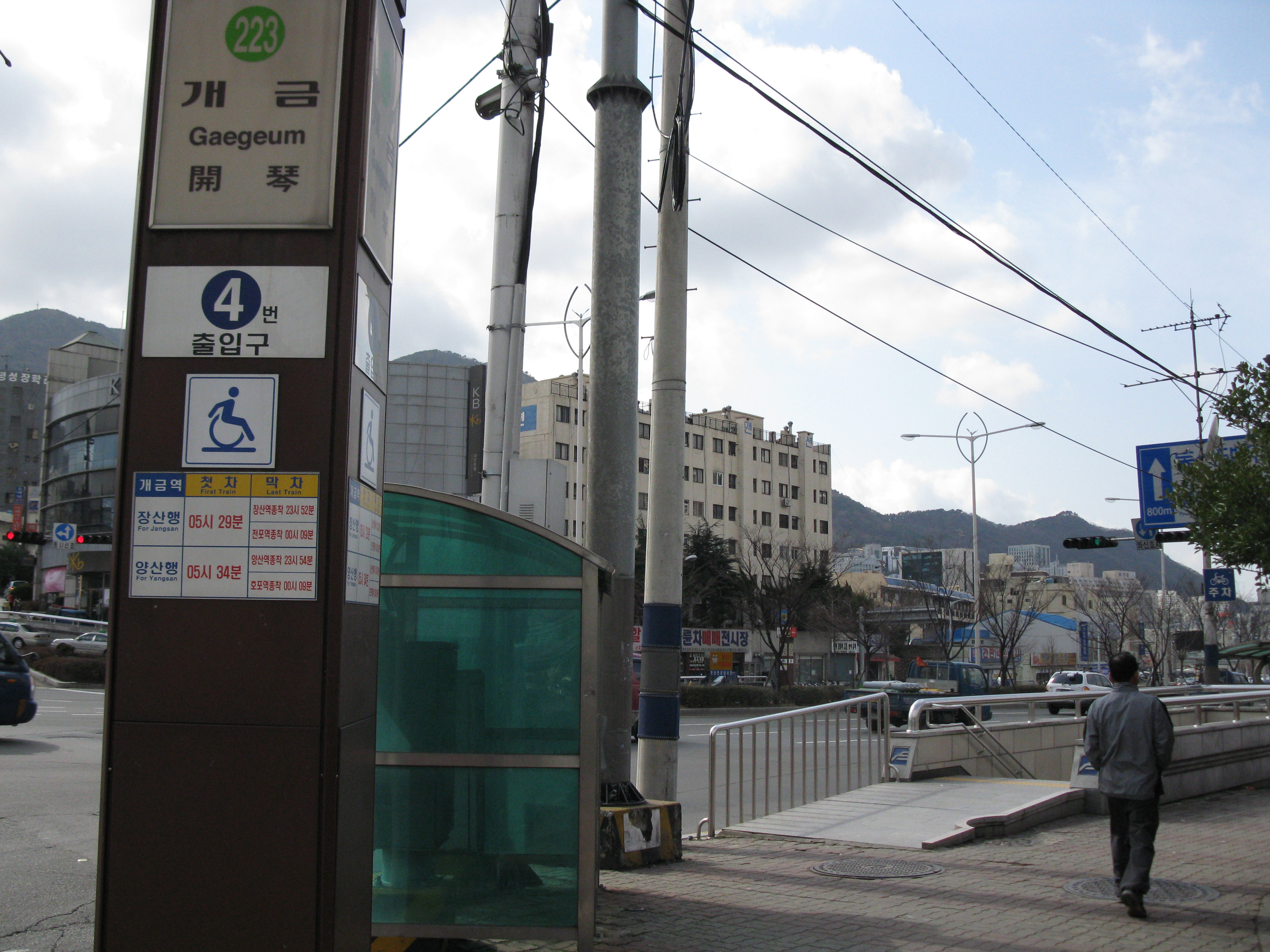
4號出口（2009年）

## 相鄰車站
釜山交通公社
●釜山都市铁道2号线
東義大學（222）－開琴（223）－冷井（224）